# Книперколь
Кни́перколь (нем. Knieperkohl) — типичное овощное блюдо в бранденбургском Пригнице. Представляет собой квашеную смесь белокочанной (60 %), кормовой или краснокочанной (5 %) и кудрявой капусты (30 %) с виноградными и черешневыми листьями. В Пригнице питательные фирменные блюда из книперколя с крепким вкусом подают около дюжины местных ресторанов с ноября по март.
Книперколь появился в голодные времена после Тридцатилетней войны, в которой в Пригнице уцелела лишь одна двенадцатая часть населения. На зиму местное население раньше запасалось квашеной капустой, но за неимением кочанной капусты в послевоенное время, пришлось квасить кормовую. С течением времени в этих вынужденных условиях сложилась традиция книперколя.
Для приготовления книперколя капустные листья заваривают в кипятке, выжимают и засаливают слоями с виноградными и черешневыми листьями, набивая в глиняную посуду под грузом, чтобы капуста оставалась под выделяющимся соком для молочнокислого брожения в течение 4—10 недель. Созревший книперколь тушат на топлёном свином жиру, с беконом, солёным или копчёным айсбайном, специальными копчёными «капустными колбасками», сосисками и касселером. Книперколь сервируют с отварным картофелем. Правильно приготовленный книперколь должен лосниться от обилия жира, ведь рабочему люду требовалось много калорий. Книперколь поступает в продажу в консервах.